# Испанская школа верховой езды

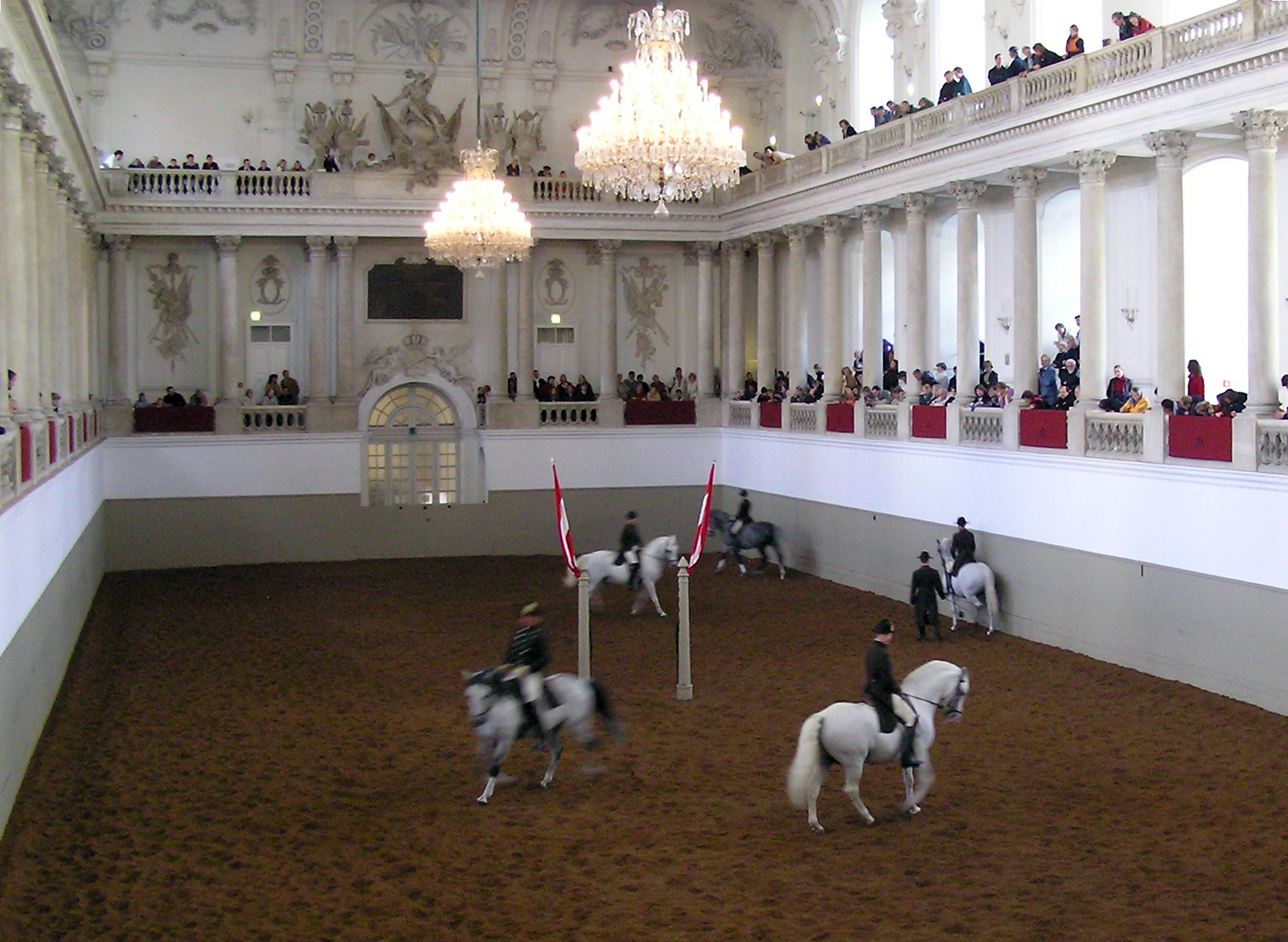
Жеребцы школы на арене Зимней школы верховой езды

Испанская школа верховой езды (нем. Spanische Hofreitschule) находится в Вене, это традиционная школа верховой езды для липпицианских лошадей, которые выступают в Зимней школе верховой езды (Winterreitschule) в расположенном рядом Хофбурге. Это не только центр классической выездки, но и венская туристическая достопримечательность, где дают публичные представления, а также позволяют наблюдать за некоторыми тренировками.

## История школы
Школа впервые упомянута при Габсбургах, в 1572 году, и является древнейшей школой такого рода. Записи показывают, что деревянная арена начала использоваться в 1565 году, но только в 1681 году император Карл VI поручил архитектору Йозефу Эммануэлю Фишеру фон Эрлаху построить белый манеж, используемый и по сей день. Строительство зимнего манежа Winterreitshule началось лишь в 1729 году и закончено в 1735 году. Само здание имеет значительную историческую и архитектурную ценность. Напротив входа висит портрет Карла VI, и, отдавая дань традиции, берейторы по сей день чествуют императора, выходя на манеж.
Название школы происходит от испанских лошадей, которые стали одной из основ Липпицианской породы, единственной используемой в школе. Липпицианская порода лошадей была получена в результате скрещивания арабских, испанских, датских, немецких, египетских и других лошадей.
Школа имеет предшественников в военных традициях, уходящих в глубину веков до Ксенофонта в Древней Греции и военного коневодства пост-средневековья.
Тренировки основаны на методах Франсуа Робишона де ля Гериньера. Вопреки распространённому мнению, будто движения разрабатывались для боя, на самом деле их цель — сделать лошадь сильнее и атлетичнее. Все движения основаны на естественных движениях лошадей, за исключением смены ведущих ног.

Австрийские евро 2006 года

На посвящённых председательству Австрии в Евросоюзе коллекционных монетах в 5 евро, выпущенных 18 января 2006, есть изображение крыла Хофбурга, относящееся к школе (правая часть монеты).

## История конезавода
Завод, где разводят белоснежных липицианских скакунов, известных на весь мир, был основан в 1580 году и вплоть до 1916 г. был частным владением династии Габсбургов.
Во время первой мировой войны завод эвакуировали, так как Липица отошла Италии. Разумеется, часть завода и поголовья осталась на новой территории Италии. Остальных же австрийский министр сельского хозяйства Йозеф Штеклер велел перевезти на конный завод в Штирии, в местечко Пибер, в 40 км от Граца, второго по величине города Австрии. Учитывались климатические условия, где разводили липицианскую породу, искали максимально похожие. Пибер подошёл переселенцам, поголовье стало быстро расти.  
Всякий раз, когда военные действия имели место в непосредственной близости от завода, предпринималась эвакуация. Часть лошадей раздавали другим заводам. В итоге разводить липицианскую породу стали в Италии, Чехословакии, Австрии, Венгрии, Румынии и Югославии.
Вторая мировая война едва не уничтожила породу. С 1939 года по 1964 год руководителем школы был полковник Алоис Подгайский (в 1936 году – бронзовый призёр Олимпийских игр). Именно он организовал эвакуацию животных из Вены, за которую шли тяжёлые бои, чтобы лошади не пострадали. По дороге к городу Сент-Мартин, куда везли лошадей, он встретил генерала Паттона, командира кавалерийского полка армии США – они были давно знакомы, встречались на Олимпийских играх. Подгайский организовал показательные выступления для Паттона и замминистра обороны Роберта Паттерсона. Благодаря сильному впечатлению, которое произволи жеребцы на этих влиятельных людей, порода была под защитой вплоть до окончания войны.
В 1943 году немцы, однако, снова эвакуировали завод в Хостау в Чехословакии. По Ялтинскому соглашению эта территория должна была попасть в зону влияния СССР, но в 1945 году американцы намеренно организовали наступление на город, а после вывезли оттуда лошадей на свою подконтрольную территорию – город Линц, потому что руководство СССР всерьёз ими интересовалось.
В Пибер лошади вернулись лишь в 1952 году.
А Словения по сей день считает, что ядро породы находится в Липице, и с 1960 года конезавод в этом городе открыт для туристов. С 1996 года конезавод является государственным учреждением.
А в 1999 году Словения получила права на «торговую марку» породы, и с тех пор все заводы, выращивающие белоснежных липицианов, должны обращаться в специальные учреждения Словении за разрешениями.
Тем не менее, лошадей для выступлений в венском манеже по-прежнему отбирают с завода в Пибере. На сегодняшний день их поголовье так выросло, что многих продают только из-за нехватки места в конюшне. А ведь в 1947 году оставалось лишь 11 голов.
Поскольку считается, что лошади в Вене состоят на службе у государства, им полагается хорошая пенсия после того, как они завершат свою карьеру.

## Подготовка лошадей
Только лошади Липицианской породы выступают на главном манеже Испанской школы верховой езды. В их жилах течёт арабская, берберийская и андалузская кровь. Их характерными чертами являются дружелюбие, особенная, удивительная пластика, любовь к человеку и к работе с ним.
До шести месяцев жеребёнок липицианской породы находится с матерью, а в полгода их отправляют на пастбища в горы с целью укрепления сердца и лёгких. В три-три с половиной года среди лошадей отберут наиболее перспективных и отправят на обучение в школу, которое будет идти 8-10 лет. Однако далеко не все лошади, попавшие в школу, окажутся способны овладеть искусством Высшей школы.
Примечательно, что жеребята рождаются тёмными, а полностью белеют лишь к 5-8 годам.
Первый этап обучения лошади можно считать разогревом. Животные лишь привыкают к рабочей обстановке. После начинается уже совместная работа с инструктором.
Привыкание к седлу происходит долго, в течение нескольких месяцев. Специалисты школы настаивают на том, чтобы процесс шёл постепенно, без давления. Как только лошадь привыкнет к седлу, она будет отрабатывать езду прямо и вперёд. Пока без сбора и только на корде. Лошадь учится держать равновесие, правильно реагировать на повод.
Лишь в конце первого года обучения лошадь обучат правильно подниматься в галоп.
На этом этапе в стенах школы намеренно предлагают лошадям молодых инструкторов, так как они менее требовательны, чем опытные.
Последующее развитие гибкости происходит на втором этапе обучения. Этой цели служат работа на вольтах, в углах, боковые принимания. Идёт отработка строевой езды. На этом этапе идёт улучшение всех аллюров. Также уделяется внимание выпрямлению лошади и первичном сбору.
Остановки, пируэты и шагу и осаживания изучаются в конце этого этапа, длящегося около года перед тем как лошадь подойдёт к третьему и самому сложному этапу.

## Высшая школа – Haute École
Третий этап обучения лошади – самый сложный. Не каждый жеребец, которого отобрали для обучения, будет в состоянии овладеть этим искусством. Но к началу обучения на третьем этапе лошадь уже должна знать сбор, быть мягкой. Элементы Высшей школы включают в себя «Школу на земле»:менку ног на галопе, пируэты, пиаффе, пассаж, а фигуры Высшей школы («школа над землёй», прыжки): левада, пезада, круппаде, баллотада и каприоль.
Начало обучения на третьем этапе посвящают менке ног. Это единственное упражнение в Высшей школе, которое лошади не является для лошади естественным. Менку постепенно доводят до двух темпов, а после этого переходят к пируэтам на галопе. А затем переходят к пиаффе и пассажу. Пиаффе обучают как под всадником, так и на вожжах и в пилярах. Только когда лошадь всё это выполняет в совершенстве, начинает собираться и переносит центр тяжести на задние ноги, а перед поднимать, начинается работа над «школой над землёй», то есть с прыжками.
Не раньше, потому что левада требует от лошади неподвижности, словно бы она была статуей. Левада – это первая фаза обучения лошади прыжкам. Здесь и пригождаются умение переносить центр тяжести назад, поднятие переда и сбор.
Когда лошадь уже овладела леводой, ей предлагают круппаду. От лошади требуется сделать мах передними ногами и оттолкнуться задними. Когда лошадь исполняет круппаду, её передняя часть должна быть несколько выше задней. В прыжке она подтягивает все четыре ноги под корпус, направив подковы задних к земле. Из горизонтального положения над землёй лошадь должна приземлиться точно в том месте, откуда начала совершать прыжок.
Баллотада и каприоль требует от лошади совершить сильнейший толчок задними ногами, чтобы корпус лошади оказался в горизонтальном положении, но, в отличие от круппады, баллотада требует, чтобы задние ноги лошади выпрямлены в путовых суставах, а в каприоли лошадь побуждают отбить задними ногами.
Все школьные элементы восходят корнями к обучению кавалерии. Пиаффе необходим, чтобы лошадь могла молниеносно атаковать, левада используется для уклонения, пируэт – для быстрого разворота и атаки, курбет использовался для рассеивания пехоты, а каприоль помогала прыгнуть через головы противника.

## Обучение всадника
К всадникам Высшей школы относятся не менее требовательно, чем к лошадям. Как лошадь могут оставить на определённом этапе обучения, так и всадника могут отчислить из школы даже спустя несколько лет обучения. Лишь самые талантливые могут достичь высот Haute Ecole.
В школу принимают с 18 лет, отдавая предпочтение тем, у кого нет опыта верховой езды. На 60 лошадей приходится 12 выступающих берейторов и лишь 4 ученика. За каждым учеником закрепляются два тренера и две лошади – молодая и опытная.
Обучение всадника происходит в той же последовательности, что и лошади. Правильной посадке уделяется 6-12 первых месяцев обучения. Через 2-4 года ученик усваивает все упражнения и даже может быть допущен к выступлениям. Лишь через 4-6 лет обучения его могут допустить к обучению лошади.